# レオニード・クラーシン
レオニード・ボリソヴィチ・クラーシン （ロシア語: Леонид Борисович Красин, ラテン文字転写: Leonid Borisovich Krasin、1870年7月15日 - 1926年11月24日）は、ロシアの革命家、ソビエト連邦の政治家。ソビエト連邦対外貿易人民委員。ウラジーミル・レーニンの葬儀委員としてその遺体の保存を主張した人物の一人として知られる。

## 生涯
1870年7月15日、ロシア帝国トボリスク県クルガンに警察官僚であったボリス・イヴァノヴィチ・クラーシンの息子として生まれる。ジョージ・ケナンは自著『シベリアと流刑制度 (Siberia and the Exile System)』の中で1885年のチュメニ県の最高位警察官僚としてボリスに言及しており、10代のレオニードに会ってもいる。
ボリシェヴィキの資金係的な役割を果たし、マリヤ・アンドレーエヴァ及びマクシム・ゴーリキーとともに、正教古儀式派ベロクリニツキー派の企業家サッヴァ・モロゾフへ資金提供の働きかけを行い1902年ごろから寄付を得ることに成功した。また、クラーシン自身は技師としてモロゾフの化学工場に1904年から勤務した。
1905年にはバクーを中心に『イスクラ』紙を出版していた。1908年に革命運動から離れ、ドイツ系の企業に技術者として就職した。1917年の十月革命は傍観する立場だったが、1918年のブレスト＝リトフスク条約の交渉でレーニンらの要請に応じ復帰し、交渉を援助した。
ソビエト連邦全権代表としてロンドン駐在中の1926年に客死した。遺体はゴルダーズグリーン火葬場で火葬され、その遺灰はクレムリン宮殿の壁に埋葬された。